# Katiki Domokou
Katiki Domokou (Κατίκι Δομοκού en griego) es un queso griego con denominación de origen protegida a europeo desde 1996. El katiki domokou se produce en la región de Domokos (Ftiótide) y la cadena montañosa Othrys. Se trata de un queso tradicional, elaborado con leche de cabra o una mezcla de oveja y cabra. La leche usada para su producción viene exclusivamente de Domokos, de rebaños de ovejas y cabras criadas a la manera tradicional y adaptadas a esta región particular, cuya dieta se basa en plantas locales. Es un queso de cuajada, careciendo de corteza. Su color es blanco y la textura resulta cremosa. Tiene un sabor suave, ligeramente agrio. Tiene un 75% de humedad máxima y un mínimo de 40% de materia grasa en seco.